# Зелений (Торжоцький район)
Зелений (рос. Зелёный) — селище в Торжоцькому районі Тверської області Російської Федерації.
Населення становить 604 особи. Входить до складу муніципального утворення Мар'їнське сільське поселення.

## Історія
Від 2005 року входить до складу муніципального утворення Мар'їнське сільське поселення.

## Населення
| 2008 | 2010 |
| ---- | ---- |
| 706  | ↘604 |